# Aladdin (televíziós sorozat)
Az Aladdin 1994-től 1995-ig vetített amerikai televíziós rajzfilmsorozat, amelynek gyártói a Walt Disney Television és a Disney Television Animation. A rendezők Alan Zaslove, Rob LaDuca, Bob Hathcock, Toby Shelton, Tad Stones, Saburo Hashimoto és Jamie Mitchell. Eddig összesen 3 évada készült a sorozatnak, összesen 86 epizóddal. Egy epizód játékideje 30 perc. A tévéfilmsorozat forgalmazója a Buena Vista Television. Műfaját tekintve romantikus kalandfilm- és filmvígjáték-sorozat.
Eredeti adója a Disney Channel és a CBS. Magyarországon először a Magyar Televízió sugározta, a Walt Disney bemutatja blokk részeként 1996 és 1998 között, majd a későbbiekben az RTL Klub (RTL), a Disney Channel, a Disney Junior valamint az M2 is megismételte.

## Cselekmény
A történet főszereplője Aladdin, aki korábban egyszerű csavargó volt, de miután megmentette a szultánt volt tanácsadója, Jafar tombolásától, nemcsak elnyerte a szultán lányának, Jasmine-nak a kezét, hanem a szultáni rendbe is bekerült. Mivel jól ismeri a bűnözők életét, ő vigyáz a császárság biztonságára is. A munkája során le kell győznie a különböző vad tolvajokat, gonosz varázslókat és borzalmas szörnyetegeket is.

## Szereplők
| Szereplő        | Eredeti hang      | Magyar hang            | Leírás |
| --------------- | ----------------- | ---------------------- | --- |
| Aladdin         | Scott Weinger     | Bolba Tamás (1996)     | A szultán leányának, Jázmin-nak a szerelme, a szultán jövőbeli utódja. Korábban egyszerű csavargó volt, aki a piacról "csempészett" ételt magának, emiatt folyamatosan a kardos csendőrök elől bujkált. Ennek az vetett végett, hogy legyőzte a szultán korábbi főtanácsadóját, az alattomos és hataloméhes Jafart, ezáltal a szultán tisztelni kezdte őt. Aladdin új feladata, hogy megvédje a császárságot a különböző bűnözőktől, hogy minden békés legyen. |
| Aladdin         | Scott Weinger     | Dányi Krisztián (1998) | A szultán leányának, Jázmin-nak a szerelme, a szultán jövőbeli utódja. Korábban egyszerű csavargó volt, aki a piacról "csempészett" ételt magának, emiatt folyamatosan a kardos csendőrök elől bujkált. Ennek az vetett végett, hogy legyőzte a szultán korábbi főtanácsadóját, az alattomos és hataloméhes Jafart, ezáltal a szultán tisztelni kezdte őt. Aladdin új feladata, hogy megvédje a császárságot a különböző bűnözőktől, hogy minden békés legyen. |
| Jázmin hercegnő | Linda Larkin      | Kocsis Judit           | A szultán leánya, Aladdin szerelme, Rádzsa gazdája. Korábban az apja folyton őrző-védő karjai között élt, a szultán ugyanis nem engedte, hogy elhagyhassa a palotát. Bár időnként csavargó ruhát húzva mászkált a városban, csak azután lett véglegesen szabad, hogy Aladdin megmentette a birodalmat Jafar tombolásától. |
| Dzsini          | Dan Castellaneta  | Mikó István            | A kék, kövérkés dzsinn, aki sokáig egy ősrégi olajlámpa rabja volt, mígnem Aladdin behatolt a Kincsek Barlangjába és megdörzsölte az eszközt. Aladdin a harmadik kívánságát arra használta fel, hogy a dzsinn szabad legyen. Azóta Aladdin és Dzsinn a legjobb barátok a császárságban. |
| Szultán         | Val Bettin        | Benkő Gyula (1996)     | Az idős, néha kissé gyerekes és hóbortos szultán, aki Jázmin apja. Korábban Jafar volt a főtanácsadója, akiben feltétlenül megbízott, de a zsarnok férfi elárulta őt, s kísérletet tett rá, hogy megszerezze magának a birodalom felett a hatalmat. Mivel Aladdin legyőzte az exfőtanácsadót, a szultán immár a fiúban bízik meg leginkább. |
| Szultán         | Val Bettin        | Szabó Gyula (1998)     | Az idős, néha kissé gyerekes és hóbortos szultán, aki Jázmin apja. Korábban Jafar volt a főtanácsadója, akiben feltétlenül megbízott, de a zsarnok férfi elárulta őt, s kísérletet tett rá, hogy megszerezze magának a birodalom felett a hatalmat. Mivel Aladdin legyőzte az exfőtanácsadót, a szultán immár a fiúban bízik meg leginkább. |
| Abu             | Frank Welker      | Szerednyey Béla        | Aladdin szemtelen, de örökké hűséges majma, noha Aladdin inkább a fegyverhordozójaként bánik vele, mint háziállataként. |
| Jágó            | Gilbert Gottfried | Kassai Károly          | Aladdin, korábban Jafar papagája. |

További magyar hangok:
Sadira: Balázs Ági, Ayam Aghoul és Kupak kalifa: Beregi Péter, Scara: Bíró Anikó, Al Muddi: Bodor Tibor, Mozenrath: Bor Zoltán, Hakim: Breyer Zoltán, Wazoo herceg: Csonka András, Fridzsider: Cseke Péter, Fazal és a homokszörny: Forgács Gábor, Fatima: Földesi Judit, Minos: Hankó Attila, Abis Mal és Nefir: Harsányi Gábor, Amin Damoola: Izsóf Vilmos, Daru: Jakab Csaba, Pasta Al-Dente és Ementáli herceg: Kocsis György, Razoul: Kránitz Lajos, Jósnő: Magda Gabi, Dhandi: Mánya Zsófi, Hippsodeth királynő: Menszátor Magdolna, Albatrosz: Orosz István, Thundra: Pálos Zsuzsa, Saleen: Pápai Erika, Haroud Hazi Bin és Fasir: Rajhona Ádám, Gregarius: Schnell Ádám, Mechaniklész: Szacsvay László, Mirage: Tóth Auguszta, Aziz: Úri István, Arbutus; Pector király és Merc: Vass Gábor, Farouk: Várkonyi András, Bobolonius: Versényi László, Eden: Zakariás Éva, Xerxész és Malcho: Zágoni Zsolt, Bartucz Attila, Breyer László, Előd Álmos, Forgács Gábor, Holl Nándor, Horkai János, Imre István, Kárpáti Tibor, Kisfalussy Bálint, Komlós András, Némedi Mari, Németh Gábor, Orosz Anna, Orosz Helga, Orosz István, Pethes Csaba, Rajhona Ádám, Rudas István, Selmeczi Roland, Szabó Ottó, Szalay Csongor, Szalay Imre, Szűcs Sándor, Szvetlov Balázs, Trokán Péter, Ujlaki Dénes, Varga Tamás, Végh Ferenc, Zsolnay Júlia

## Epizódok
| Évad | Évad | Epizód | Évadpremier          | Évadzárás          |
| ---- | ---- | ------ | -------------------- | ------------------ |
|      | 1    | 65     | 1994. szeptember 5.  | 1994. december 2.  |
|      | 2    | 13     | 1994. szeptember 17. | 1994. december 10. |
|      | 3    | 8      | 1995. szeptember 16. | 1995. november 4.  |